# Evangelische Kirche (Dutenhofen)

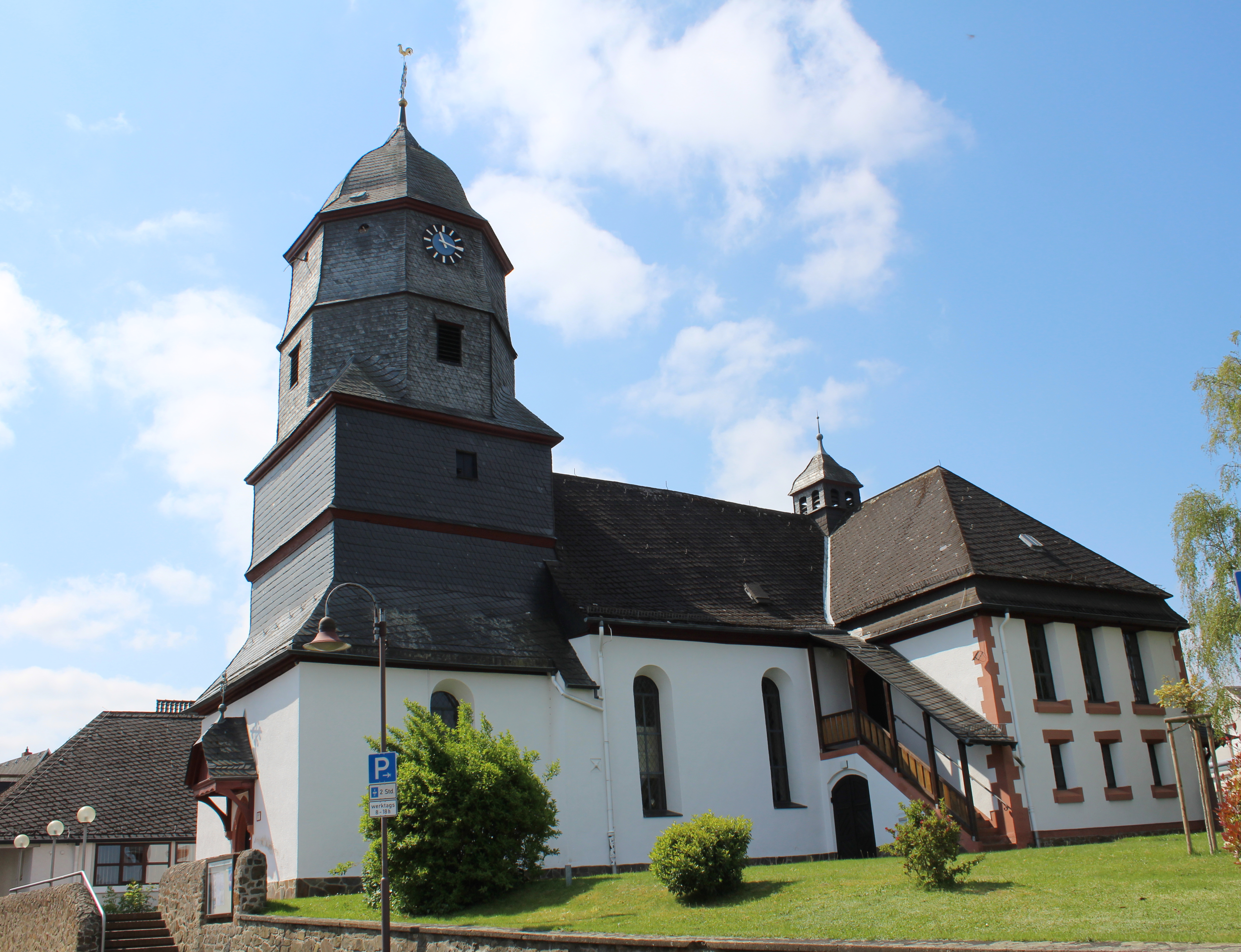
Ansicht von Nordosten

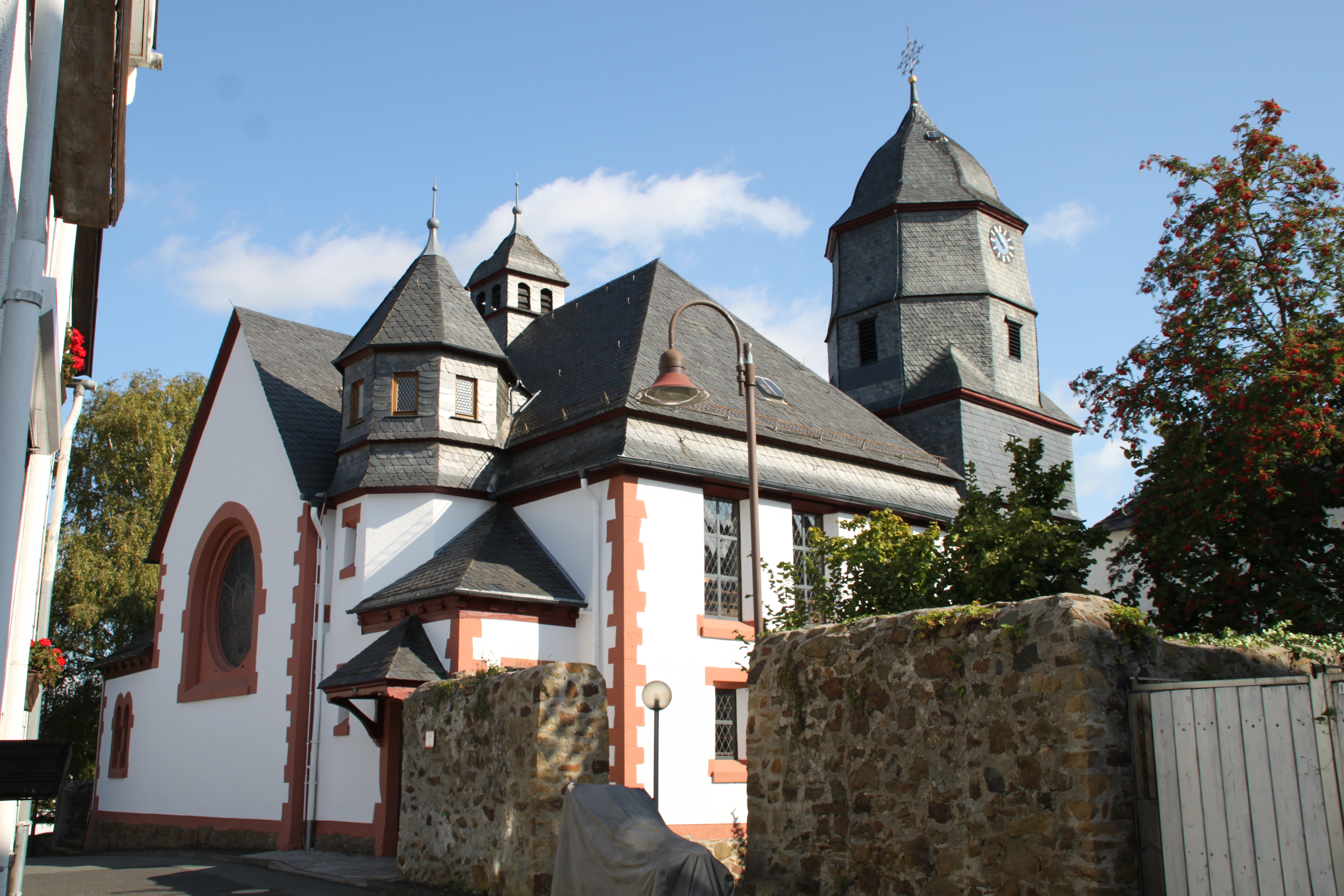
Kirche in Dutenhofen von Südwesten

Die Evangelische Kirche in Dutenhofen, einem Stadtteil von Wetzlar im hessischen Lahn-Dill-Kreis, ist eine denkmalgeschützte Saalkirche mit Baukörpern aus verschiedenen Bauepochen. An den im Kern mittelalterlichen, 1653 erneuerten, ehemaligen Chorturm erstreckt sich westlich ein barockes Kirchenschiff von 1653, das in den 1740er Jahren umgebaut wurde. Ihre heutige Gestalt erhielt die Kirche im Jahr 1906, als im Westen ein Querschiff angebaut wurde.

## Geschichte
Eine Kirche in Dutenhofen wird urkundlich erstmals im Jahr 1383 erwähnt. In kirchlicher Hinsicht gehörte Dutenhofen im Mittelalter zum Archipresbyterat Wetzlar im Archidiakonat St. Lubentius Dietkirchen in der Erzdiözese Trier. Dutenhofen war in vorreformatorischer Zeit Pfarrkirche, besaß aber keine Filialkirche.

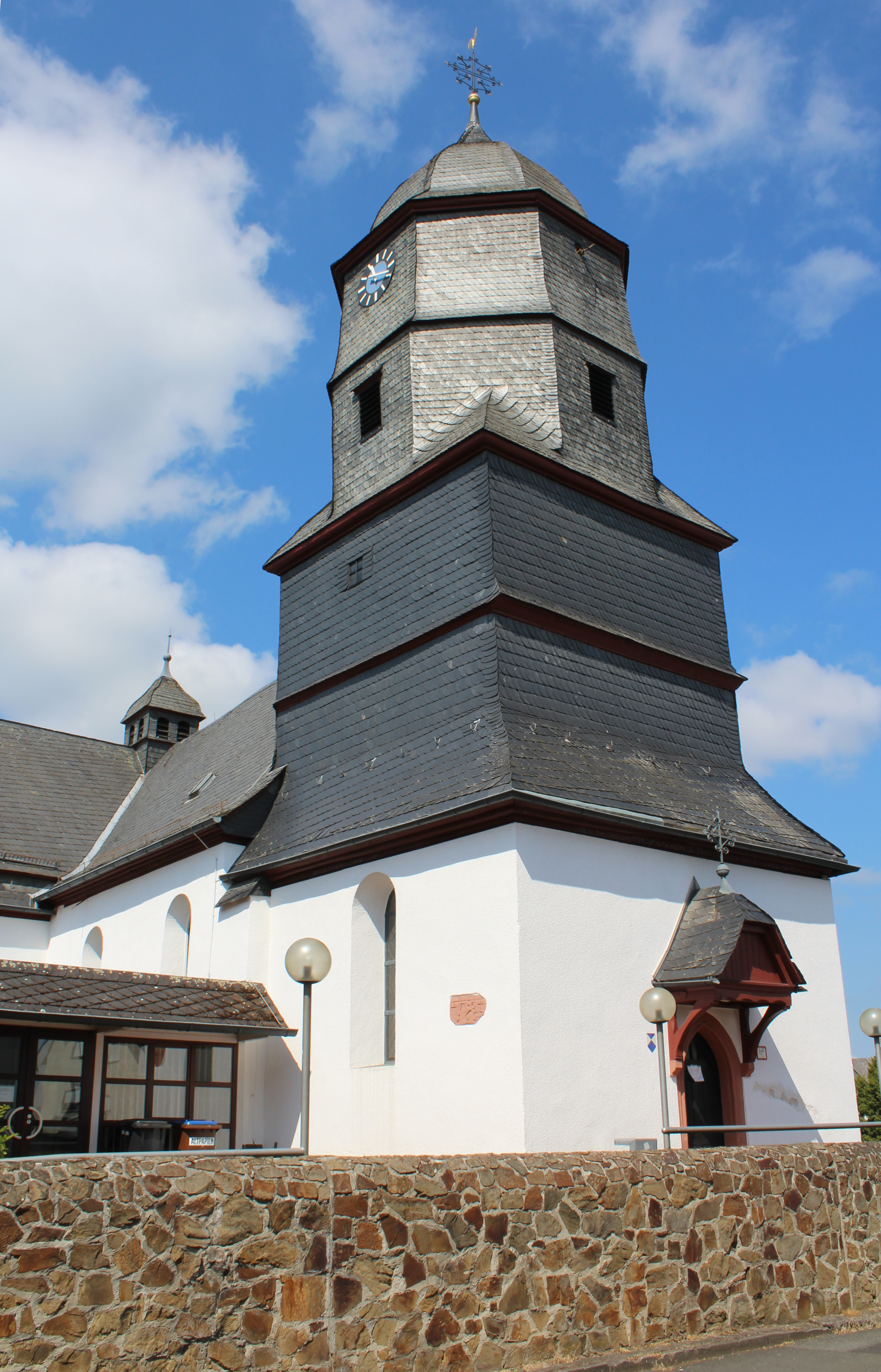
Mittelalterlicher Chorturm

Mit Einführung der Reformation wechselte die Kirchengemeinde in den 1530er Jahren zum evangelischen Bekenntnis. Pfarrer N. Orth ist als erster evangelischer Pfarrer 1530 und 1540 nachweisbar.
Paulus und Friedrich Michelbach übertrugen dem Grafen Philipp IV. von Nassau-Weilburg im Jahr 1559 ihren Anteil am Patronatsrecht.
Nachdem die Kirche im Dreißigjährigen Krieg ruiniert worden war, wurde 1653/1654 unter Verwendung alter Materialien das mittelalterliche Schiff durch ein barockes ersetzt und der östliche Chorbogen erweitert. Nach Schäden am Dachwerk und Westgiebel des Langhauses erfolgte von 1742 bis 1745 ein eingreifender Umbau. In diesem Zusammenhang wurden fünf Fenster und zwei Türen eingelassen, das Langhaus um fünf Schuh aufgestockt, der Giebel erneuert und Decke und Dachwerk renoviert. Im Jahr 1819 wurde eine Kirchenrenovierung durchgeführt.
Aufgrund des schlechten Zustands der Kirche und der gewachsenen Bevölkerung wurden zu Beginn des 20. Jahrhunderts eine Sanierung und Erweiterung des Gebäudes erforderlich. Die Grundsteinlegung für das geräumige Querschiff im Westen war der 13. August 1905. Die Einweihung folgte am 13. September 1906. Die Kirche wurde in diesem Zuge gewestet und Kanzel von Süden nach Westen und die Orgel von Westen nach Osten umgesetzt.
Die alte Kirchhofmauer aus Bruchsteinmauerwerk, die das Kirchengelände einfriedete, wurde 1949 weitgehend entfernt, der Friedhof aufgelassen und das Grab von Pfarrer und Superintendent Geibel († 1919) umgebettet. Anlässlich des 300. Kirchenjubiläums schaffte die Gemeinde 1953 eine dritte Glocke als Ersatz für die im Zweiten Weltkrieg abgelieferte an. In den Jahren 1949, 1972 und 1996 fanden Innenrenovierungen und im Jahr 2009 eine Sanierung der Fassade statt.
Von 1710 bis 1980 waren Dutenhofen und Münchholzhausen pfarramtlich verbunden. Von 1980 bis 2012 hatten beide Kirchengemeinden ihren eigenen Pfarrer und gingen Dutenhofen und Garbenheim eine pfarramtliche Verbindung ein. Im Jahr 2013 wurden die Gemeinden Dutenhofen und Münchholzhausen wieder pfarramtlich verbunden und 2017 fusionierten sie mit etwa 3000 Gemeindegliedern zur Evangelischen Kirchengemeinde Dutenhofen/Münchholzhausen mit pfarramtlicher Verbindung zu Lützellinden. Die Kirchengemeinde gehört zum Evangelischen Kirchenkreis an Lahn und Dill der Evangelischen Kirche im Rheinland.

## Architektur

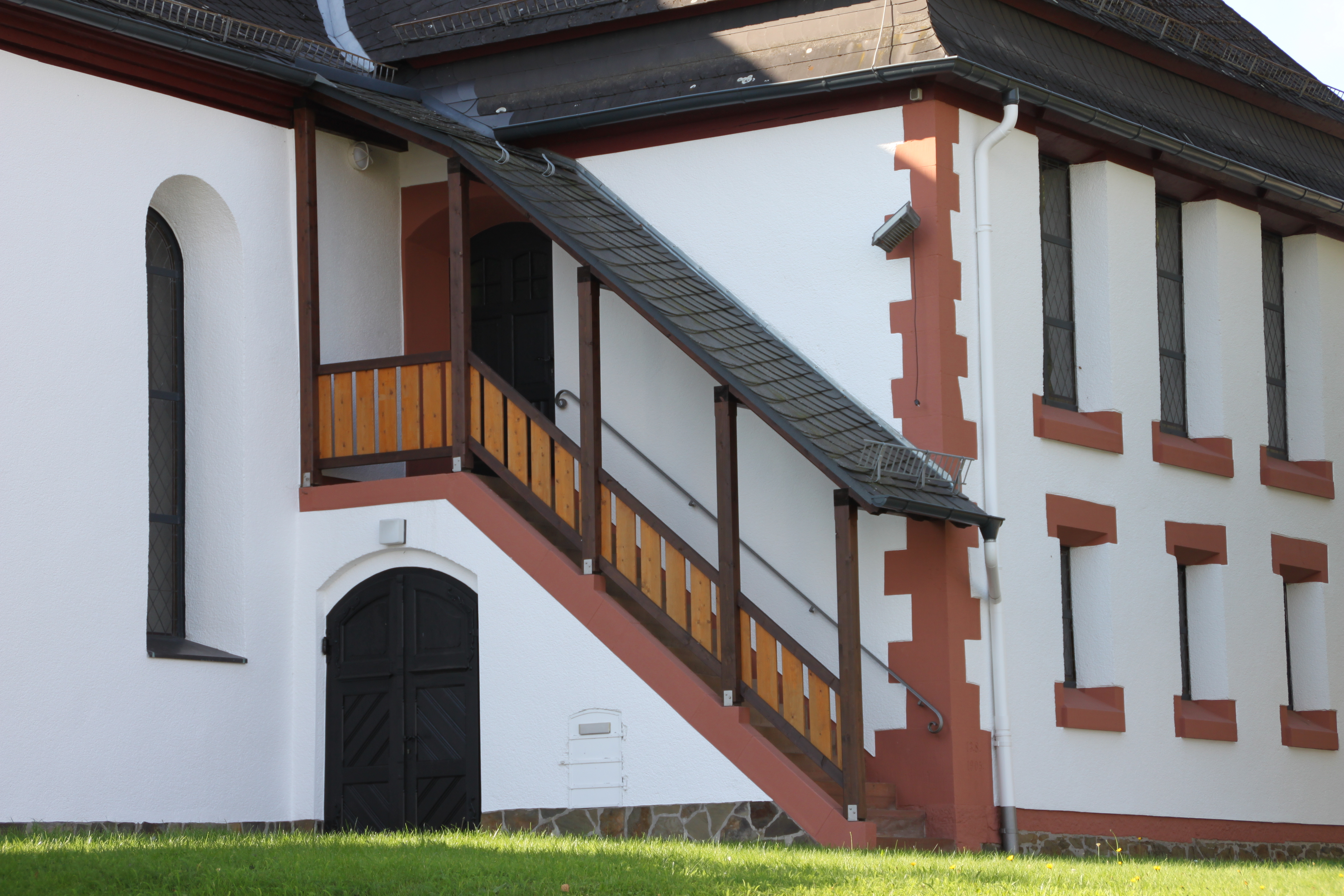
Emporenzugang im Norden

Der ursprünglich geostete, weiß verputzte Saalbau mit roter Eckquaderung steht im alten Ortszentrum nördlich der Gießener Straße. Im Norden grenzt der Kirchplatz an. Die frühe Baugeschichte des komplexen Baukörpers liegt im Dunkeln.
Der ehemalige Chorturm ist gegenüber dem Langhaus etwas eingezogen und erreicht eine Höhe von 25 Metern. Sein im Kern mittelalterlicher Unterbau aus Bruchsteinmauerwerk hat ein spätgotisches, spitzbogiges Ostportal unter einem verschieferten Vordach. Vermutlich wurde das Portal im Zuge des Westbaus hierher sekundär übertragen. Ein Zeltdach leitet zu dem verjüngten, rechteckigen, verschieferten Fachwerkaufbau über, dessen beide Geschosse durch ein umlaufendes, vorkragendes Gesimsband gegliedert sind. Die Gefache weisen Flechtwerklehm und Mannfiguren aus der Zeit um 1700 auf. Der zweigeschossige achtseitige Aufbau dient als Glockenstube. In die vier Himmelsrichtungen sind kleine hochrechteckige Schallöffnungen für das Geläut eingelassen. Darüber sind im Norden und Süden die Zifferblätter der Turmuhr angebracht. Eine Welsche Haube bildet den Abschluss, die von einem Turmknauf, einem verzierten Kreuz und einem vergoldeten Wetterhahn bekrönt wird.
Das barocke Langhaus auf rechteckigem Grundriss wird durch Rundbogenfenster belichtet und von einem verschieferten Satteldach bedeckt. Der liegende Dachstuhl ist mit einem Hängewerk für die Flachdecke im Inneren konstruiert. Eine Tafel am Fuß der südlichen Turmwand trägt die Inschrift „+AO+1654“, was wahrscheinlich auf den Bau des Schiffes und der Turmhaube zu beziehen ist. Auf die Erweiterung von 1905/1906 gehen das Querschiff und der westliche Rechteckchor zurück, der eine nur geringe Tiefe aufweist. In der Westmauer des Chors ist ein großes segmentiertes Rundfenster in einer Rundbogennische eingelassen. Die Glasmalerei in der Mitte stellt Christus dar, der von acht ornamentierten Feldern umgeben wird. Das Querhaus hat ein verschiefertes Walmdach und wird durch hochrechteckige Fenster in zwei Zonen belichtet. Der Nordflügel wird an der Ostseite durch eine Tür mit Stichbogen erschlossen, über ihr führt eine überdachte Außentreppe zur Empore. Für den Südflügel wurde eine andere Lösung gewählt. Hier ist in der Südwestecke ein polygonaler Treppenturm mit achtseitigem Turmaufbau und gedrungenem oktogonalen Spitzhelm angebaut, dem südlich ein kleiner Vorbau für das Westportal mit Vordach angeschlossen ist. Ein kleines Vierungstürmchen hat an jeder Seite zwei Schallöffnungen und wird von einer geschwungenen Haube mit Turmknauf und Spitze abgeschlossen.

## Ausstattung

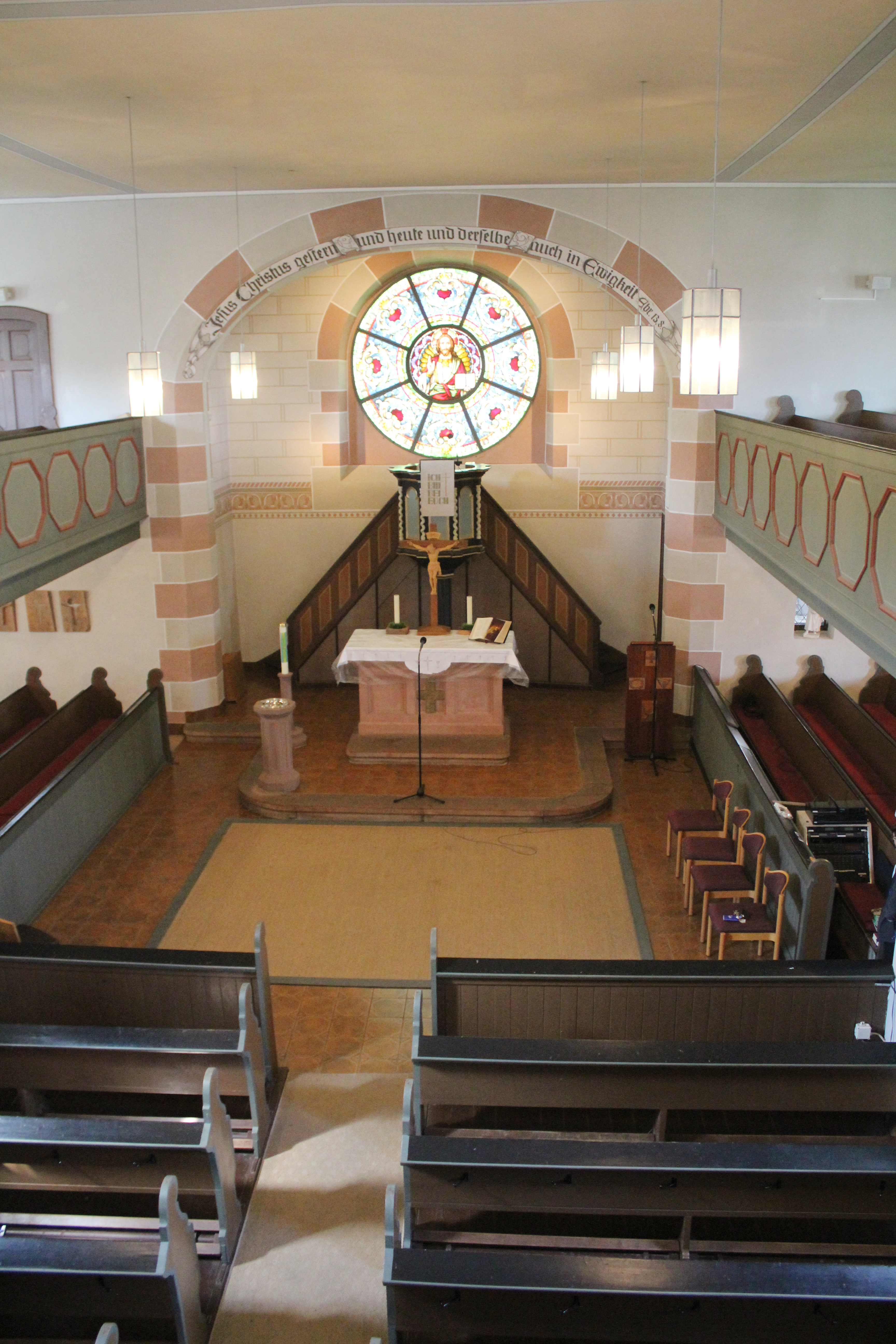
Innenausstattung Richtung Altarbereich

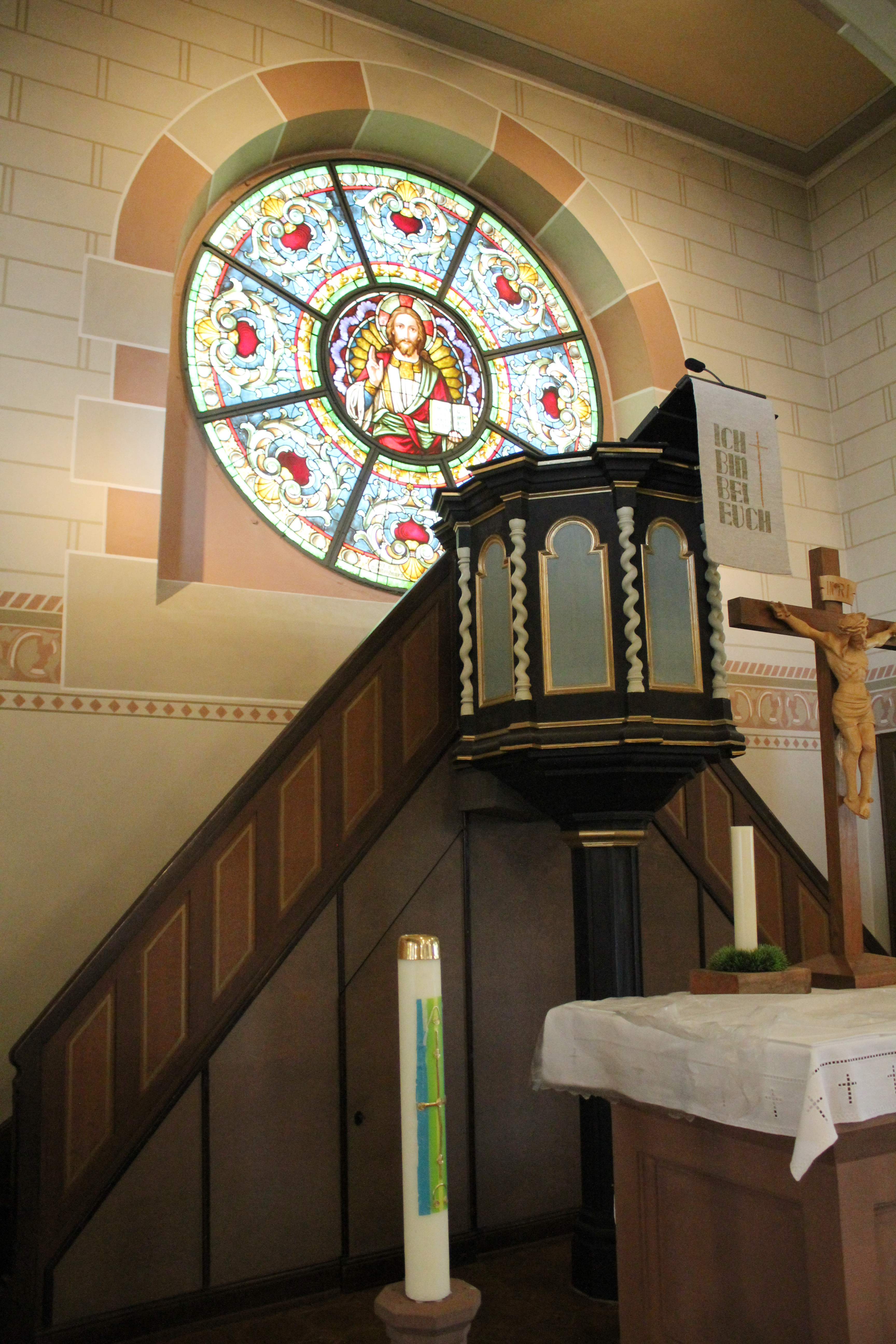
Kanzel unter dem Christusfenster

Von der mittelalterlichen Kirchenausstattung ist nichts erhalten, einige barocke Inventarstücke wurden 1906 übernommen. Die Flachdecke des Langhauses wird in den beiden angebauten Flügeln fortgesetzt.
Ein großer Segmentbogen mit bauzeitlicher Quaderbemalung öffnet den Westchor zum Querschiff. Auf dem Bogen ist ein Spruchband mit dem Bibelvers aus Heb 13,8  zu lesen. Die gestaffelten Emporen des nördlichen und südlichen Querarms reichen bis an den westlichen Chorbogen heran. Die Ostempore dient als Aufstellungsort für die Orgel. Die Emporenbrüstungen haben schlichte achteckige Füllungen. Die Brüstungen wurden 1742–1745 von Schreiner Jacob Müller aus Groß-Rechtenbach für das alte Kirchenschiff gefertigt und 1906 wiederverwendet. Die beiden Füllungen, die das Brüstungspositiv der Orgel flankieren, tragen den Bibelvers „Ich bin der Weinstock / Ihr seid die Reben“ (mit Joh 15,5 ).
Der liturgische Bereich ist um eine Stufe erhöht und reicht noch in die Vierung hinein. Die polygonale Kanzel von 1742–1745, deren Kanzelfelder durch gedrehte Freisäulen gegliedert werden, steht an der Westwand und hat einen zweiläufigen Zugang mit einer kassettierten Brüstung. Sie geht im Kern ebenfalls auf Müller zurück. Bis 1905 war sie mit Schalldeckel an der südlichen Langseite angebracht. Vor dem Chorbogen sind der Blockaltar und das achtseitige Taufbecken aufgestellt, die beide aus rotem Sandstein gefertigt sind. Der Altar wird von einer überstehenden, schwarzen Mensaplatte bedeckt. Auf ihm ist ein holzsichtiges Altarkreuz mit der Tafelinschrift INRI und einem Kruzifix des Dreinageltypus aufgestellt. Die Orgel steht unter dem alten Ostbogen, der Turm und Schiff verbindet. Das Kirchengestühl mit geschwungenen Wangen bildet in den beiden Flügeln des Querschiffes je einen Block und lässt im Schiff einen Mittelgang frei.

## Orgel

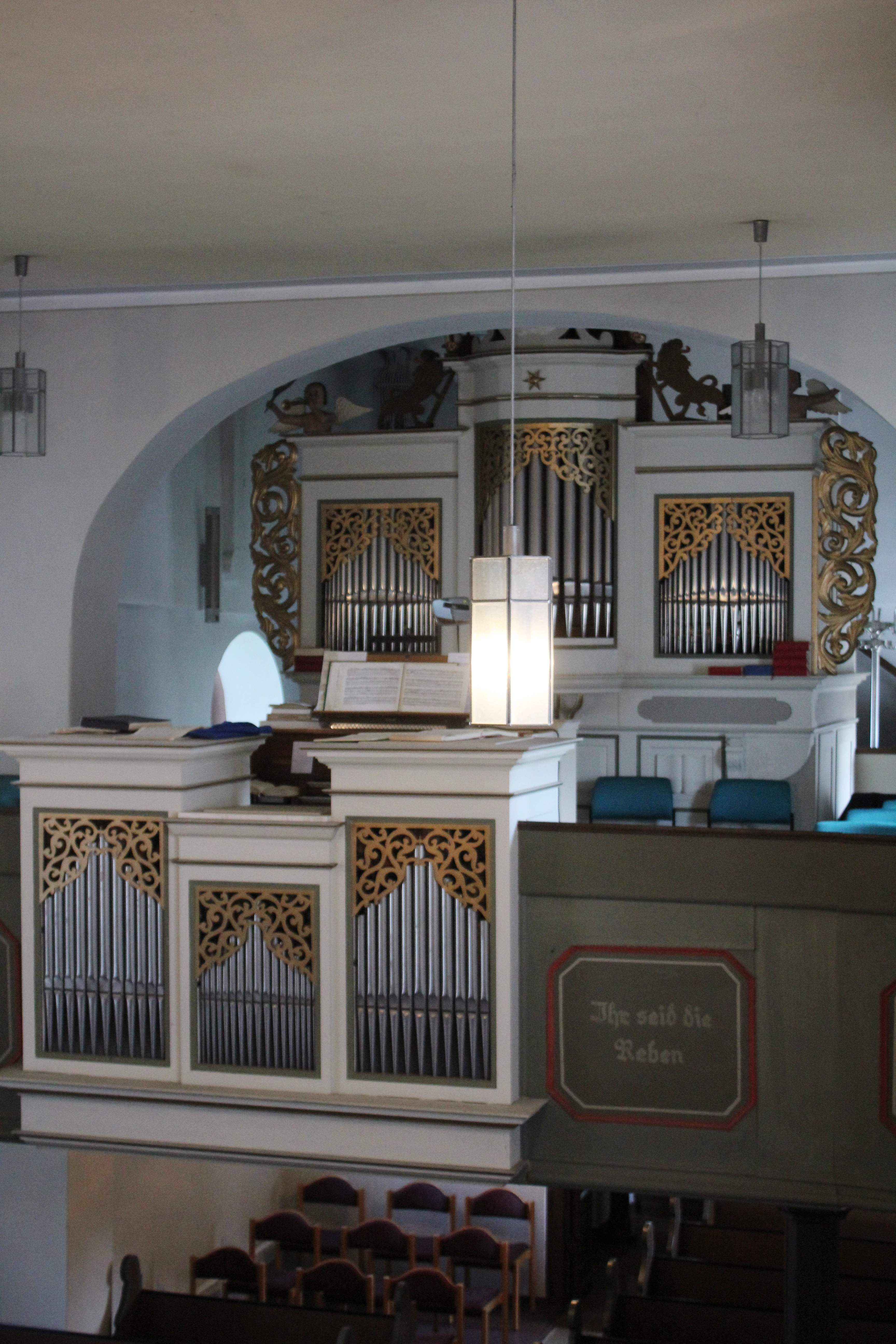
Orgel unter dem alten Chorbogen

Bis zu Beginn des 19. Jahrhunderts war die Kirche ohne Orgel. 1823 bestand die Möglichkeit eine Orgel aus Pohl-Göns zu kaufen, die für die dortige Kirche für zu klein gehalten wurde. 1827 erwarb die Gemeinde dann die alte Orgel aus St. Michaelis in Oberkleen, die auf die Mitte des 17. Jahrhunderts zurückging. Ab 1837 gab es verschiedene Vorschläge und Angebote, das Werk umzubauen oder zu erneuern. Die Licher Firma Förster & Nicolaus baute 1906 für 4475 Mark ein neues Instrument im alten Barockgehäuse und nahm die alte Orgel in Zahlung. Die Orgel hatte zwölf Register auf zwei Manualen und Pedal. Werner Bosch Orgelbau ersetzte das Werk 1979 für 14.000 DM durch ein zweimanualiges Werk mit 15 Registern unter Einbeziehung von zwei Drittel der alten Pfeifen. In die Brüstung wurde ein Rückpositiv eingebaut, das sich stilistisch an das alte Hauptgehäuse anlehnt. Dessen überhöhter runder Mittelturm wird von zwei Flachfeldern flankiert, während das Brüstungspositiv außen zwei hohe und in der Mitte ein niedriges Flachfeld aufweist. Flachgeschnitzte, durchbrochene Schleierbretter schließen die sechs Pfeifenfelder nach oben ob. Seitlich am Hauptgehäuse sind vergoldete Rocaillen und oben Engel und steigende Löwen und auf dem Mittelturm ein Aufbau mit einem geflügelten Engelkopf angebracht. Die Disposition lautet wie folgt:
| I Hauptwerk C–g3 |       |
| Principal        | 8′    |
| Holzgedackt      | 8′    |
| Salicional       | 8′    |
| Oktave           | 4′    |
| Flauto-dolce     | 4′    |
| Sesquialtera II  | 2 ⁄3′ |
| Mixtur IV        | 1 ⁄3′ |

| II Positiv C–g3   |      |
| Lieblich Gedackt  | 8′   |
| Rohrflöte         | 4′   |
| Oktave            | 2′   |
| Scharf-Zimbel III | 2⁄3′ |
| Krummhorn         | 8′   |
| Tremulant         |      |

| Pedal C–f1    |     |
| Subbass       | 16′ |
| Principalbass | 8′  |
| Choralbass    | 4′  |

- Koppeln: II/I, I/P, II/P
- Spielhilfen: zwei freie Kombinationen

## Geläut
Der Kirchturm beherbergt ein Vierergeläut. Meister Steffan von Bingen aus Frankfurt am Main goss noch in vorreformatorischer Zeit die größte und älteste Glocke (1514), „Osanna“ genannt. 1680 waren noch zwei Glocken vorhanden, nachdem eine (von 1673?) von den Franzosen geraubt worden war. Johannes und Andreas Schneidewind aus Frankfurt schufen im Jahr 1708 zwei neue Glocken, von denen die kleinere (600 mm Durchmesser, 107 kg) im Zweiten Weltkrieg abgeliefert wurde. Die Firma Rincker goss 1953 eine neue Glocke als Ersatz. Um die über 500 Jahre alte Glocke Osanna zu schonen, schaffte die Gemeinde 2022 eine vierte Glocke an, die ebenfalls von Rincker gegossen wurde. Während das Dreiergeläut bis 2022 auf dem Glockenmotiv des Gloria erklang, ergibt sich durch die neue Friedensglocke das Motiv Christ lag in Todesbanden.
| Nr. | Gussjahr | Gießer, Gussort                              | Durchmesser (mm) | Schlagton | Inschrift | Bild |
| --- | -------- | -------------------------------------------- | ---------------- | --------- | --- | ---- |
| 1   | 1514     | Meister Steffan, Frankfurt                   | 870              | b1        | „1514 OSANNA HEIS ICH BOES WETTER VERDREIP ICH STEFFAN ZV FRANCKFORT“                                                                                    |      |
| 2   | 1708     | Johannes und Andreas Schneidewind, Frankfurt | 740              | c2        | „VOR DIE GEMEIN DVTENHOFEN 1708 GOS MICH IOH. V AND: SCHNEIDEWIND IN FFFVRT:“                                                                            |      |
| 3   | 1953     | Rincker, Sinn                                | 652              | es2       | |      |
| 4   | 2022     | Rincker, Sinn                                | 597              | f2        | „Von guten Mächten wunderbar geborgen, erwarten wir getrost, was kommen mag. Gott ist mit uns am Abend und am Morgen und ganz gewiss an jedem neuen Tag“ |      |